# Cilengkrang (Cilengkrang)
Cilengkrang is een bestuurslaag in het regentschap Bandung van de provincie West-Java, Indonesië. Cilengkrang telt 3288 inwoners (volkstelling 2010).